# ISO 3166-2:AR

La República Argentina en el código ISO.

Los códigos ISO 3166-2 para Argentina abarcan las 23 provincias y un (1) distrito federal. La primera parte es el código AR ISO 3166-1 para Argentina, la segunda parte es alfabética, de un carácter que representa la provincia o la Capital Federal.
Esta letra se utilizó hasta el año 1994 para identificar las chapas patentes (o matrículas) de los vehículos. Estas consistían en la letra identificatoria seguida de un número, habitualmente de seis o siete dígitos. Dado que las letras I y O son fáciles de confundir con los números 1 y 0, fueron excluidas de las patentes.

## Códigos de entidades federales
| Código | Nombre                                                |
| ------ | ----------------------------------------------------- |
| AR-A   | Salta                                                 |
| AR-B   | Buenos Aires                                          |
| AR-C   | Ciudad Autónoma de Buenos Aires                       |
| AR-D   | San Luis                                              |
| AR-E   | Entre Ríos                                            |
| AR-F   | La Rioja                                              |
| AR-G   | Santiago del Estero                                   |
| AR-H   | Chaco                                                 |
| AR-J   | San Juan                                              |
| AR-K   | Catamarca                                             |
| AR-L   | La Pampa                                              |
| AR-M   | Mendoza                                               |
| AR-N   | Misiones                                              |
| AR-P   | Formosa                                               |
| AR-Q   | Neuquén                                               |
| AR-R   | Río Negro                                             |
| AR-S   | Santa Fe                                              |
| AR-T   | Tucumán                                               |
| AR-U   | Chubut                                                |
| AR-V   | Tierra del Fuego, Antártida e Islas del Atlántico Sur |
| AR-W   | Corrientes                                            |
| AR-X   | Córdoba                                               |
| AR-Y   | Jujuy                                                 |
| AR-Z   | Santa Cruz                                            |